# Atton z Pistoi
Atton z Pistoi (ur. ok. 1070 w Val de Peza lub w Badajoz; zm. 22 maja lub 21 czerwca 1153) – święty Kościoła katolickiego, biskup.

## Życiorys
Gdy poczuł powołanie do życia zakonnego był już kapłanem i wstąpił do walembrozjanów. Między rokiem 1125 a czerwcem 1130 (najprawdopodobniej w 1127) został opatem Vallombrosa i generałem zakonu walembrozjanów. Założył kilka klasztorów, a pomiędzy 2 września a 21 grudnia 1133 roku został powołany na stolicę biskupią w Pistoi po Hildebrandzie.
W swojej działalności, prócz obrony dóbr kościelnych, walki z symonią, przeciwstawiał się konkubinatowi księży i występował w sporach w roli mediatora. 17 lutego 1144 uzyskał od papieża Celestyna II potwierdzenie granic i stanu posiadania swojej diecezji Z tej samej daty pochodzi także list Celestyna II do duchownych i mieszkańców miasta Prato, upominający ich, że winni być posłuszni Attonowi z Pistoi jako swojemu biskupowi. Przed 1145 rokiem Atton w porozumieniu z arcybiskupem Diego z Composteli sprowadził relikwie świętego Jakuba, które umieścił w specjalnej kaplicy (oratorium) w katedrze św. Zenona w Pistoi. 22 listopada 1145 papież Eugeniusz III udzielił odpustów pielgrzymom odwiedzającym oratorium św. Jakuba. Po raz ostatni Atton udokumentowany jest w akcie donacyjnym dla szpitala św. Jakuba w Pistoi z dnia 24 kwietnia 1153.
Atton zmarł w opinii świętości w dniu 22 maja 1153. Kult Attona z Pistoi zatwierdził papież Klemens VIII 24 stycznia 1605 roku. Wpisany w Martyrologium Rzymskim jako święty i wspominany 22 maja.
Attonowi z Pistoi przypisuje się autorstwo dzieła „Żywot św. Bernarda z Parmy”, zaś w zachowanych pismach pozostaje Vita Ioannis Gualberti - poświęcone św. Janowi Gwalbertowi.